# Catophoenissa dibapha
Catophoenissa dibapha là một loài bướm đêm trong họ Geometridae.